# 電信法
電信法（でんしんほう、明治33年法律第59号）は、有線または無線による電信と電話に関する基本的な国の権限関係を規定した法律である。
本法46条2項の規定によって、電信条例（明治18年太政官布告第8号）は廃止された。

## 構成
電信法に章立てはないが、電信法要義では以下のように分類されている。
- 政府ノ特権（第1条～第11条）
- 電信又ハ電話ノ取扱（第12条～第16条）
- 電信又ハ電話ノ料金（第17条～第23条）
- 電信又ハ電話ニ関スル損害賠償及報酬（第24条～第26条）
- 罰則（第27条～第43条）
- 雑則（第43条～第47条）

## 概要
ドイツの電信法を模したもので、電信事業の経営主体を明らかにし、政府専掌主義、電話の公共性による特権、および電話業務の確実迅速を期し、通信の秘密の保障、電話利用の基礎条件を定めた。
従前の電信条例および電信取扱規則からの主なる改正点は以下の通り。

1. 電報の伝送は電信中央局および分局が掌するとしていたものを、政府がこれを管掌するとした。「第1條　電信電話ハ政府之ヲ管掌ス」
2. 民間の私設電線は鉄道用または官設電線の未開通地区において最寄電信分局へ接続するものに限っていたが、個人用や営業用専用電線の敷設を認めるなど規制緩和した。
3. 命令の定める所により、私設電線を公衆通信や軍用通信に供せしめることを可能にした。
4. 電信工夫、配達人、配達用の舟・車・馬等に対し渡津、運河、道路、橋梁の通行料金を求めてはいけないこと。道路に障害が起きた場合、電信工夫および配達人は柵のない宅地・田畑を通行できること。もしその通行で損害を受けた地権者は政府に賠償請求できるとした。
5. 天気図作成のために中央気象台が全国の測候所から観測データを集める電報は従前より無料で扱ってきたが、今回その事を明文化した。
6. 自己もしくは他人に利益を与えたり、他人に損害を与える目的をもって虚偽の電報を発した場合の罰則を強化した。

## 沿革
電信電話事業の著しい発展にあわせて、1885年（明治18年）に施行された電信条例（太政官布告第8号）および電報取扱規則（太政官布達第7号）を全面的に改める機運が高まり、1899年（明治32年）より新法の成案作業が進められていた。そして1900年（明治33年）1月18日、第14回帝国議会衆議院に電信法案が上提され、貴衆両院で審議した結果、若干の修正を加えて同年3月13日に可決、法律第59号として公布された。

### 官設無線への準用まで
帝国議会で電信法が審議中だった1900年（明治33年）2月9日、海軍大学校構内に無線電信調査委員会が発足した。
逓信省の電気試験所より松代松之助技師らの技術者と、第二高等学校（仙台）の木村駿吉教授が迎えられ、海軍無線電信機の開発に着手した。そして同年4月より築地の海軍大学校と羽田穴守に建設した無線実験局の間で通信試験がはじまった。
一方、松代技師が抜けた逓信省では佐伯美津留技師が無線研究を引き継ぎ、同年4月より千葉の津田沼（谷津塩田）－八幡海岸間で通信試験を繰り返した。ちょうど海軍省と逓信省のフィールドテストの時期が重なったが、まだ原始的な非同調式無線機の時代だったため、お互いの混信は避けられなかった。この混信妨害を教訓とし、逓信省は民間による電波利用を禁止する必要性を認め、まもなく施行される予定にあった電信法の適用範囲を拡大し、電波を官設無線に限定する方針を固めた。
1900年（明治33年）10月1日、まず有線通信を対象とする電信法が施行された。続けて10月10日の逓信省令にて官設無線電信への準用がはじまった。電信法が日本で最初の電波に関する法律である。
電信法は第一条で「電信と電話は政府が管掌する」と宣言する一方で、第二条では例外として個人や法人による私設を認めていた。しかし無線電信への準用では「第二条を除く」とし、企業や個人による私設無線を一切禁じた。すなわち政府以外には無線電信を許可しないことを決めたのである。
1912年（明治45年）2月、逓信省の電気試験所においてTYK式無線電話が発明された。2年間の改良を経て、1914年（大正3年）12月より三重県鳥羽・答志島・神島で実用化試験が計画され、これを機会に私設（個人や法人）の無線電話を認めないことを明文化しておくことになった。
1914年（大正3年）5月12日、逓信省令により無線電話にも電信法が（第二条を除き）準用され、ここに一切の私設を認めない「無線電信および無線電話の政府管掌」が完成した。1915年（大正4年）6月15日には、落石無線電信所JOCとロシアのペトロパブロフスク間において日本初となる外国電報の取扱いも始まり、無線通信が電信法のもとで順調に発展を遂げてきたといえよう。
|                                | 有線（電信・電話） | 無線（電信・電話） |
| ------------------------------ | ------------------ | ------------------ |
| 官設施設                       | ○                  | ○                  |
| 私設施設（企業や私学校、個人） | ○                  | ×（禁止）          |

### 電信法の廃止まで
電信法により無線を政府管掌としていた日本では、東洋汽船、日本郵船、大阪商船などの民間海運会社の船に逓信省が官設無線電信局を開設し、逓信官吏の無線通信士を配置していた。
1912年（明治45年）のタイタニック号沈没事故を契機とし、1914年（大正3年）にヴィルヘルム2世 (ドイツ皇帝)の提唱で、海上における人命の安全のための国際会議が開催され、「海上における人命の安全のための国際条約」が採択された。この条約により乗員乗客50名以上の外国航路を運航する全ての船に無線を施設することが義務化されたが、それに要する建設費を逓信省が全て負担するのは困難だった。
1915年（大正4年）、政府は「無線を管掌する」という大原則を放棄し、私設を認めることに決した。民間海運会社の費用で船舶無線電信局を建設させ、さらに無線通信士を育成・雇用させるためである。こうして無線の私設を認める新しい法律「無線電信法」を電信法から独立させ、同年11月1日より施行した。同時に電信法を無線電信へ準用するとした明治33年 逓信省令第77号（1900年10月10日）と、無線電話へ準用するとした大正3年 逓信省令第13号（1914年5月12日）を同年10月30日をもって廃止した。
このとき有線に関する部分についても改正の検討がはじまり、1916年（大正5年）1月にその改正案が帝国議会へ上提された。改正案は同年3月6日に貴衆両院で可決、法律第19号として公布された（同年8月1日施行）。主な改正点は以下の通りである。
1. 保管電報の公示を廃止し、事務を軽減した。
2. 無線電信法の独立に併せ、無料電報に関する条文の整合を取った。
3. 従前は不法施設と私設不撤去の罰則が同等だったが、不法施設をより重刑とした。
4. 法人処罰規定を廃し、実際の違反行為者を処罰することとした。

そして第二次世界大戦後、「有線電気通信法（有線法）」と「公衆電気通信法（公衆法）」の施行日を1953年（昭和28年）8月1日と定めた「有線電気通信法及び公衆電気通信法施行法」の第2条により電信法を廃止した。

## 軍用電信法との関係
陸軍大臣と海軍大臣の電信電話施設には逓信大臣の権限が及ばないことが明文化され、1900年（明治33年）10月1日、電信法と同時に施行された。これより第二次世界大戦が終わるまで、陸軍省、海軍省、逓信省の三大臣がそれぞれ管下にある有線施設および無線施設の許認可権を握った。
- 官庁用ノ電信及電話ニ関スル件（明治33年勅令第356号、1900年9月1日公布、同10月1日施行）

「官庁が事務執行の為 電信電話を施設するときは 軍用電信法に依るものを除くの外 総て逓信大臣の定むる規程に依ることを要す　（以下省略）」
- 軍用電信法（明治27年法律第5号、1894年6月6日公布）

「第1条 軍用電信は電気器械を以て軍事に関する通信を為すものとす
　第2条 軍用電信は陸軍大臣又は海軍大臣之を管理す」　（以下省略）
日本の無線通信は実用化を急ぐ海軍省へ、逓信省が松代技師ら技術者を出して協力したため、先に実用化を達成したのは海軍省だった。そのため日本初の無線規則（現代でいう「無線局運用規則」に相当）は逓信省ではなく海軍省によって1901年（明治34年）に定められた。
- 無線電信通信取扱規則（明治34年海軍省内令第143号、1901年11月13日）

## 有線通信の関連規則と規程
電信法では法律の規定を必要とする事項および業界の経営に関する基本的な事項のみを規定し、その詳細については下例のように、逓信省令にて種々の「規則」を、さらに具体的な運用については逓信省公達にて種々の「規程」を定めた。
- 電報規則（明治33年逓信省令第46号、1900年9月1日公布、同10月1日施行）
  - 電報取扱規程（明治33年逓信省公達第430号、1900年9月4日公布、同10月1日施行）

同様に外国電報規則に対し外国電報取扱規程、日清電報規則に対し日清電報取扱規程、新聞電報規則に対し新聞電報取扱規程、気象通知電報規則に対し気象通知電報取扱規程、船舶通報規則に対し船舶取扱規程、電話規則に対し電話加入事務規程などが定められているが、必ずしも規則と規程が対になっているわけではない。たとえば私設電信に関するものは規則だけである。
- 私設電信規則（明治33年逓信省令第48号、1900年9月1日公布、同10月1日施行）
- 私設電信規則第二十條ノ料金額及其納付手続（明治33年逓信省令第49号、1900年9月1日公布、同10月1日施行）
- 私設電信ニ依ル公衆通信取扱規則（明治33年逓信省令第50号、1900年9月1日公布、同10月1日施行）

電信法は無線の私設を禁止したため、私設電信規則に対応する、私設無線電信規則は定められていない。
また省令にて規程を定めたものもあった。
- 官庁用電信電話規程（明治33年逓信省令第50号、1900年9月1日公布、同10月1日施行）

電信法は電信および電話に関する基本法であり、名称は「電信法」だが電話を電信の範疇に入れてその下位におくものではない。

## 無線通信の関連規則と規程
1903年（明治36年）に逓信省の無線実験は長崎県－台湾（約1200km）で通信可能なレベルにまで到達したが、まだ原始的な非同調式無線機だったため、海軍省の無線との混信は避けられなかった。そのころ海軍省は日露開戦に備えて、全国に海軍望楼無線局を建設することを決め、これに混信を与えないように逓信省の無線実験は中止となった。
日露戦争による開発中断で、海軍省に大きく遅れを取った逓信省の無線だったが、1908年（明治41年）5月16日、ついに銚子無線電信局JCSと東洋汽船の天洋丸無線電信局TTYによる海上公衆通信サービス（無線電報）が創業された。
　無線の実用化が遅れていた逓信省では無線規則をまだ制定していなかったが、この開業に合わせて、電信法のもとに基本的な無線電報に関する「規則」と、無線局の具体的な通信方法（運用規則）を「取扱規程」として定めた。
- 無線電報規則（明治41年 逓信省令第16号、1908年4月8日公布、同5月1日施行）
  - 無線電報取扱規程（明治41年 逓信省公達第341号、1908年4月9日公布、同5月1日施行）

また1906年（明治39年）にベルリンで開催された第一回国際無線電信会議の国際無線電信条約およびその附属業務規則が1908年（明治41年）7月1日に発効することから、これに準拠させ整合をとるための「規則」と「取扱規程」も整備された。
- 外国無線電報規則（明治41年 逓信省令第29号、1908年6月23日公布、同施行）
  - 外国無線電報取扱規程（明治41年 逓信省公達第527号、1908年6月24日公布、同施行）

先陣を切った銚子無線電信局JCS、東洋汽船の天洋丸TTYに続いて、同年5月26日に日本郵船の丹後丸YTGと伊予丸YIY、6月7日に加賀丸YKG、6月9日に安芸丸YAK、6月21日に土佐丸YTSが、そして7月1日には大瀬崎無線電信局JOS、潮岬無線電信局JSM、角島無線電信局JTSの3つの海岸局が開局し、日本の海上公衆通信サービスは順調に滑り出した。